# Blaž Švab
Blaž Švab, slovenski pevec, * 8. december 1984. 
Je vokalist ansambla Modrijani.

## Življenjepis
Blaž Švab je med ustanovnimi člani ansambla Modrijani. Leta 2010 je diplomiral na Fakulteti za socialno delo Univerze v Ljubljani. Bil je voditelj radijske oddaje Pod Roglo se poje in igra na Radiu Rogla, 4. oktobra 2013 pa je postal voditelj oddaje Slovenski pozdrav na Televiziji Slovenija. Od 2021 do konca 2023 je vodil oddajo V petek zvečer.

### Zasebno
Harmonikar Modrijanov, Rok Švab, je njegov bratranec. Konec februarja 2020 sta s partnerko Laro Medved dobila sina Leva, avgusta 2024 pa hčer Livi Mario.